# Linum velutinum
Linum velutinum är en linväxtart som beskrevs av Ernst Gottlieb von Steudel och Planchon. Linum velutinum ingår i släktet linsläktet, och familjen linväxter. Inga underarter finns listade i Catalogue of Life.